# Bacula morisyuichiroi
Bacula morisyuichiroi is een slakkensoort uit de familie van de Eulimidae. De wetenschappelijke naam van de soort is voor het eerst geldig gepubliceerd in 1968 door Habe.